# Annapurna
Annapurna (en nepalí, अन्नपूर्णा) es un macizo montañoso situado en el centro de la cordillera del Himalaya que culmina en Annapurna I, con 8091 m. s. n. m. de altitud, siendo la décima montaña más alta de la Tierra y, posiblemente, la más difícil de escalar junto con el K2 y el Nanga Parbat.

## Significado
Annapurna significa en sánscrito “diosa de las cosechas” o “diosa de la abundancia”. En el hinduismo, Annapurna es el nombre de la diosa de la comida y la cocina. El culto local más extendido se sitúa en Kashi, en la ribera del río Ganges. Su asociación con la proveedora de los alimentos la convierte al mismo tiempo en la diosa de la salud, conocida en sánscrito como Lakshmi.

## Geografía
El macizo del Annapurna posee una longitud de 55 km, bordeado por el cañón Kali Gandaki al oeste, por el río Marshyangdi al norte y al este, y por el valle Pokhara en el lado sur. El Annapurna I es la décima montaña más alta de la Tierra entre los 14 ochomiles y está separada del Dhaulagiri, 34 km al oeste, por el cañón Kali Gandaki, considerado como el más profundo de la Tierra.
El macizo completo y las áreas colindantes están protegidos dentro de una reserva natural que posee 7.629 kilómetros cuadrados, conocida como el área de conservación del Annapurna, el parque nacional más grande de todo Nepal. La zona del área de conservación cuenta con un gran número de rutas de senderismo, incluyendo el circuito del Annapurna y sus diferentes rutas de ascenso. 
Los diferentes picos que componen el macizo del Annapurna están entre las montañas más peligrosas de escalar en toda la Tierra, junto con el Nanga Parbat y el K2.
El macizo del Annapurna comprende seis grandes picos por encima de los 7200 m de altitud.
| Annapurna I   | 8.091 m Prominencia=2.984 m | 28°35′42″N 83°49′08″E / 28.595, 83.819 |
| Annapurna II  | 7.937 m Prominencia=2.437 m | 28°32′20″N 84°08′13″E / 28.539, 84.137 |
| Annapurna III | 7.555 m Prominencia=703 m   | 28°35′06″N 84°00′00″E / 28.585, 84.000 |
| Annapurna IV  | 7.525 m                     | 28°32′20″N 84°05′13″E / 28.539, 84.087 |
| Gangapurna    | 7.455 m Prominencia=563 m   | 28°36′22″N 83°57′54″E / 28.606, 83.965 |
| Annapurna Sur | 7.219 m Prominencia=775 m   | 28°31′05″N 83°48′22″E / 28.518, 83.806 |

## Expediciones de ascenso

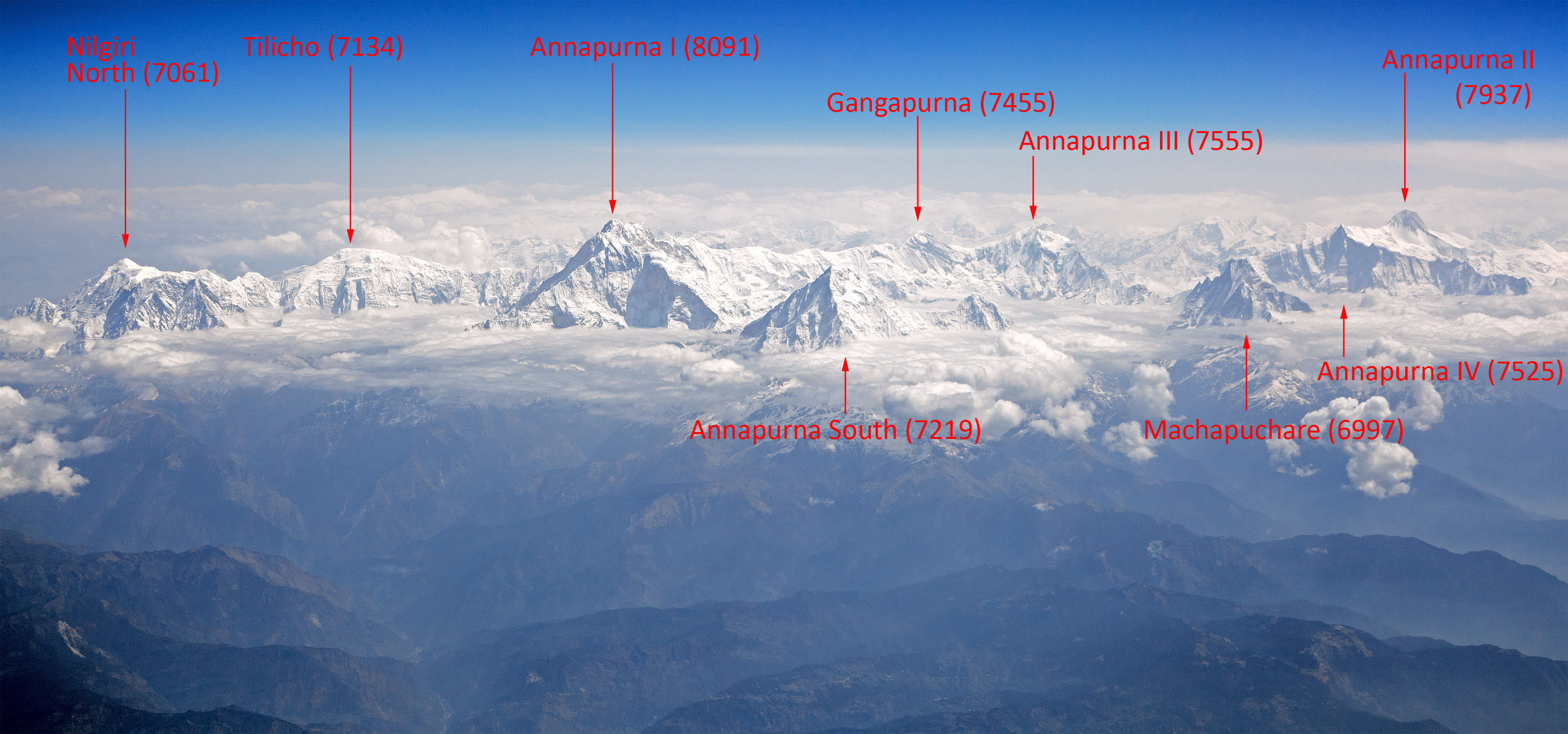
Vista área del macizo del Annapurna.

### Annapurna I
El Annapurna I fue el primer ochomil en ser escalado. Los alpinistas Maurice Herzog y Louis Lachenal, miembros de una expedición francesa liderada por Maurice Herzog (que además incluía a los escaladores Lionel Terray, Gaston Rébuffat, Marcel Ichac, Jean Couzy, Marcel Schatz, Jacques Oudot y Francis de Noyelle), alcanzaron la cima el 3 de junio de 1950. (Véase el documental "Victoire sur l'Annapurna" realizado por Marcel Ichac). El ascenso a su cumbre se convirtió en el mayor récord mundial de altitud en una cima obtenido por el ser humano durante tres años, hasta el ascenso posterior al Everest. Sin embargo, altitudes superiores a 8.500 metros ya habían sido alcanzadas por el hombre sin hacer cima intentando la escalada del Everest en la década de 1920.
La cara Sur del Annapurna fue escalada por primera vez en 1970 por Don Whillans y Dougal Haston, miembros de una expedición británica liderada por Chris Bonington, que incluía al alpinista Ian Clough, que murió durante el descenso por el desprendimiento de un bloque de seracs. Sin embargo, pese al contratiempo, otra expedición británica dirigida por Henry Day obtuvo a los pocos días éxito con una segunda ascensión al Annapurna.
En 1978, la Expedición de mujeres americanas al Himalaya, un equipo dirigido por Arlene Blum, se convirtió en el primer grupo de escaladoras de Estados Unidos que consiguió subir al Annapurna I. El primer contingente del equipo que escaló la cumbre estaba formado por Vera Komarkova e Irene Miller, acompañadas por los sherpas Mingma Tsering y Chewang Ringjing, quienes hicieron cima a las 3:30 de la tarde del 15 de octubre de 1978. El segundo intento de acceso a la cumbre del equipo, realizado por Alison Chadwick-Onyszkiewicz y Vera Watson, concluyó con la muerte de ambas escaladoras durante el ascenso a la cumbre.
El 3 de febrero de 1987, los escaladores polacos Jerzy Kukuczka y Artur Hajzer realizaron con éxito la primera escalada invernal del Annapurna I.
La primera escalada con éxito en solitario fue llevada a cabo por el alpinista esloveno Tomaž Humar en octubre de 2007; el alpinista escaló hasta la conocida como Roca Negra y luego desde allí hasta el Annapurna Este (8.047 m).
El 23 de mayo de 2008 fallece el montañero español Iñaki Ochoa de Olza debido a un edema cerebral y pulmonar que le provocó el hecho de estar expuesto a altitudes límite para la vida durante un tiempo mayor del recomendado, a pesar de las atenciones sanitarias que le prestó el rumano Horia Colibasanu, pasando junto a él más de 72 horas en altura y pese a la operación de rescate emprendida por el suizo Ueli Steck, quien ascendió primero a 7400 metros de altitud solo para ayudarle. En total fueron 14 los escaladores que intentaron salvarlo infructuosamente.
El 29 de abril de 2010 fallece el montañero español Tolo Calafat. La causa de su repentino agotamiento y a la postre su fallecimiento, no fue, como en un principio se había especulado, por un edema cerebral, sino por una hipopotasemia (muy bajos niveles de potasio), que es el responsable de la contracción muscular, como consecuencia del agotamiento y la deshidratación.
En octubre de 2011, tres montañeros surcoreanos fueron dados por desaparecidos en la montaña, tras una peligrosa e infructuosa búsqueda por parte de los equipos de rescate que acudieron en su auxilio.
Entre el 8 y el 9 de octubre de 2013, el escalador suizo Ueli Steck escala en solitario con éxito la ruta Lafaille por la vía principal y más alta de la cara Sur del Annapurna I. Éste fue su tercer intento de ascenso por esta vía y ha sido calificado como "una de las escaladas más impresionantes en la historia del alpinismo del Himalaya", porque además fue realizada íntegramente desde el campo base hasta la cumbre, incluyendo su retorno, en tan solo 28 horas.

#### Siniestralidad

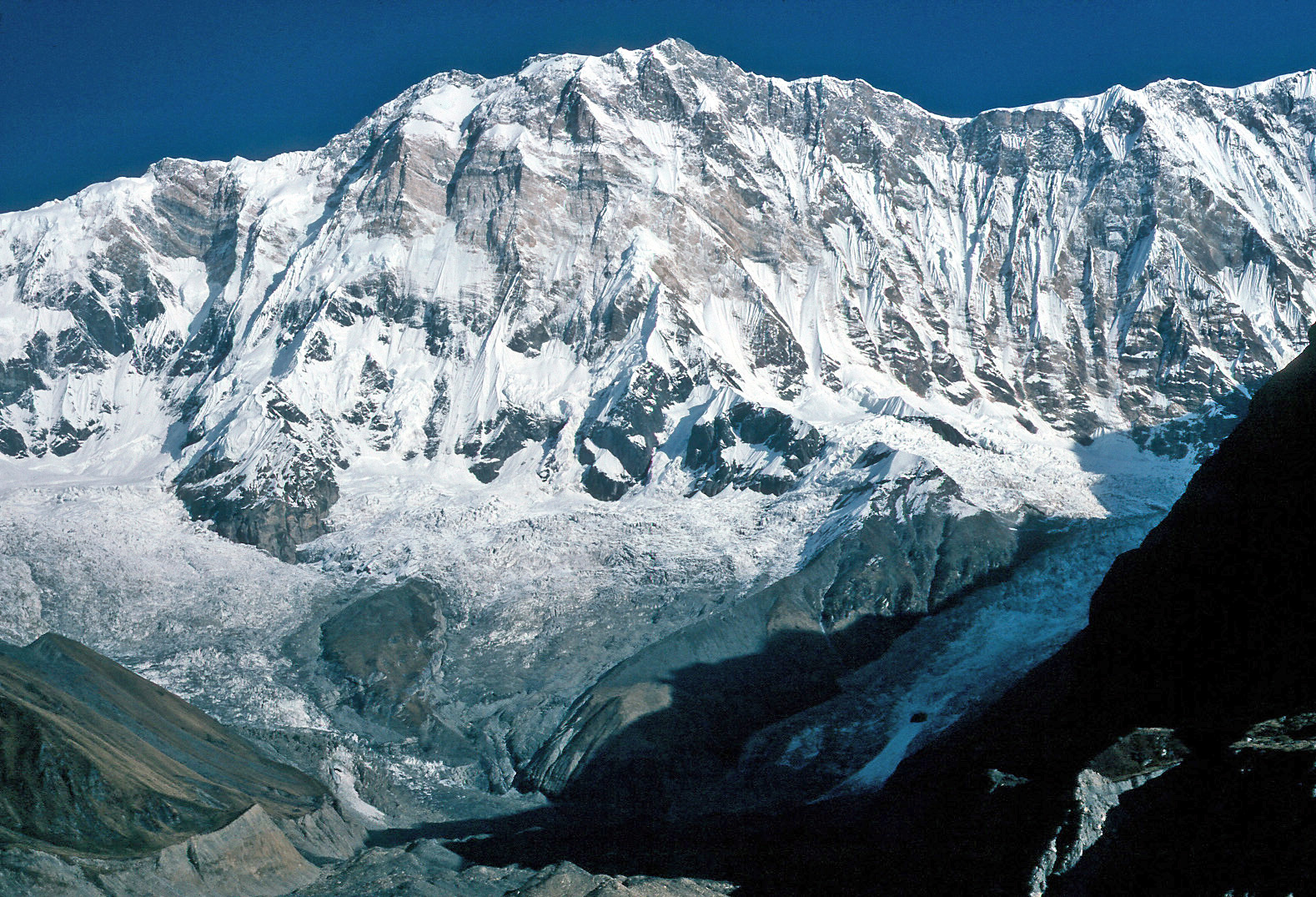
La cara sur del Annapurna I.

Hasta finales de 2009, había habido 157 ascensiones a la cima del Annapurna I y un total de 60 accidentes fatales en la escalada. La estadística arroja un 38% de pérdidas. En concreto, la vía de ascenso por la cara Sur del Annapurna I es considerada como la más peligrosa entre todas las escaladas en el alpinismo mundial.
El Annapurna I tenía la mayor tasa de mortalidad de los catorce ochomiles hasta marzo de 2012. Durante todo ese período, contabilizando desde 1950, ha habido 52 muertes durante los ascensos, 191 ascensiones exitosas y nueve muertes durante los descensos, lo cual significa, como bien se ha dicho, que "por cada dos alpinistas ávidos de emociones que escalan de manera segura hacia arriba y abajo el Annapurna, otro de ellos muere intentándolo."  Esa misma proporción es igual o superior en seis a uno a todos los demás ochomiles, si exceptuamos el K2 y el Nanga Parbat, que están ambos casi a la par en siniestralidad.
Entre los alpinistas fallecidos sobresalen el ruso Anatoli Boukreev en 1997, el español Iñaki Ochoa en 2008, y el coreano Park Young-Seok, desaparecido en 2011.

### Annapurna II
El Annapurna II, el pico más oriental de la cordillera, fue escalado por primera vez en 1960 por un equipo indio-nepalí-británico dirigido por J. OM Roberts a través de la arista Oeste, siguiendo la ladera de la cara Norte. Los escaladores que finalmente hicieron cumbre fueron  Richard Grant, Chris Bonington y el sherpa Ang Nyima. En cuanto a la elevación y su aislamiento, con una distancia de 30,5 km hasta la cumbre más alta del Annapurna I, y una prominencia de 2.437 m, el Annapurna II no figura muy por detrás de Annapurna I, siendo un pico totalmente independiente, a pesar de la estrecha asociación con el pico principal, como su nombre parece indicar.
Eslovenos yugoslavos repitieron este mismo ascenso en 1969, escalando además el pico Annapurna IV. Entre ellos, Kazmir Draslar y Majija Malezic llegaron con éxito a la cumbre. En 1973, un equipo japonés atacó directamente la ruta de la cara Norte entre los campos IV y V antes de continuar por la arista Oeste. Entre ellos, Katsuyuki Kondo, llegó en solitario hasta la cima en una actuación considerada extraordinariamente notable.
En 1983, Tim Macartney-Snape planeó y participó en una expedición al Annapurna II alcanzando con éxito la cumbre a través de la primera ascensión a través de la arista Sur. El descenso se tuvo que retrasar por una tormenta de nieve y la expedición se quedó sin alimentos durante los últimos cinco días. Finalmente, todos los escaladores fueron dados por desaparecidos.
En febrero de 2007, Philipp Kunz, Lhakpa Wangel, Temba Nuru y Lhakpa Thinduk realizan la primera escalada invernal con éxito. El equipo utilizó para acceder a la cumbre la primera ruta de ascenso por la cara Norte.

### Annapurna III
El Annapurna III fue escalado por primera vez en 1961 por una expedición india liderada por el capitán Mohan Singh Kohli por la cara Noreste. El equipo que finalmente ascendió con éxito la cumbre estaba compuesto por los alpinistas Mohan Kohli, Sonam Gyatso y Sonam Girmi.

### Annapurna IV
El Annapurna IV, muy cerca de Annapurna II, fue escalado por primera vez en 1955 por una expedición alemana dirigida por Heinz Steinmetz por la cara Norte y la arista Noroeste. El equipo que finalmente hizo cumbre estaba constituido por los alpinistas Harald Biller, Jürgen Wellenkamp y Steinmetz.
Los desprendimientos de rocas del Annapurna IV habían bloqueado el río Seti, que nace cerca de la cumbre, creando un dique temporal, que al colapsar y desprenderse, produjo una enorme riada de miles de toneladas de fango, agua y rocas que produjo un total de 72 víctimas mortales en los pueblos ribereños de esa región de Nepal.

### Otros picos del macizo del Annapurna

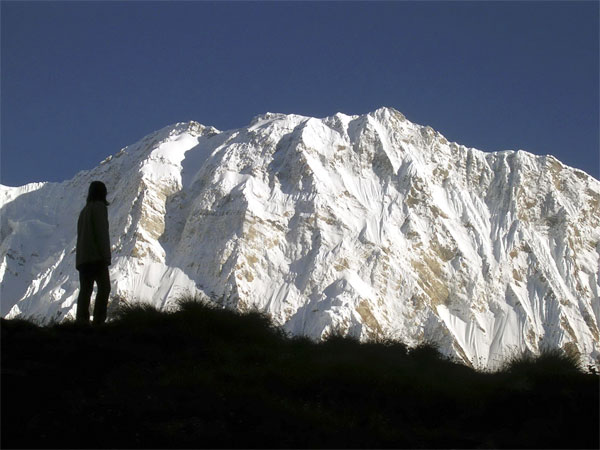
Cara sur del Annapurna

El Gangapurna fue escalado por primera vez en 1965 por una expedición alemana liderada por Günther Hauser, por la cara este. El equipo que hizo cumbre estaba compuesto por once miembros de la expedición. 
El Annapurna Sur (también conocido como Annapurna Dakshin o Moditse) fue escalado por primera vez en 1964 por una expedición japonesa, por la arista norte. El equipo que alcanzó la cumbre estaba compuesto por los alpinistas S. Uyeo y Mingma Tsering.
El Hiunchuli (6.441 m de altitud) es un pico satélite del Annapurna Sur. La cumbre fue alcanzada por primera vez en 1971 por una expedición norteamericana liderada por Craig Anderson, miembro del cuerpo de Voluntarios por la Paz de Estados Unidos.
El Machapuchare, de 6.993 m de altitud, es otro importante pico del macizo que por poco alcanza la marca de los 7000 metros. El Machapuchare y el Hiunchuli son perfectamente visibles desde el valle de Pokhara, muy cerca de la ruta de ascenso a la cara sur del Annapurna I. El Machpuchare fue escalado en 1957 (si exceptuamos los últimos 50 metros por respeto a la deidad religiosa local) por Wilfrid Noyce y ADM Cox. Desde entonces se prohíbe su escalada por motivos estrictamente religiosos.

## Senderismo

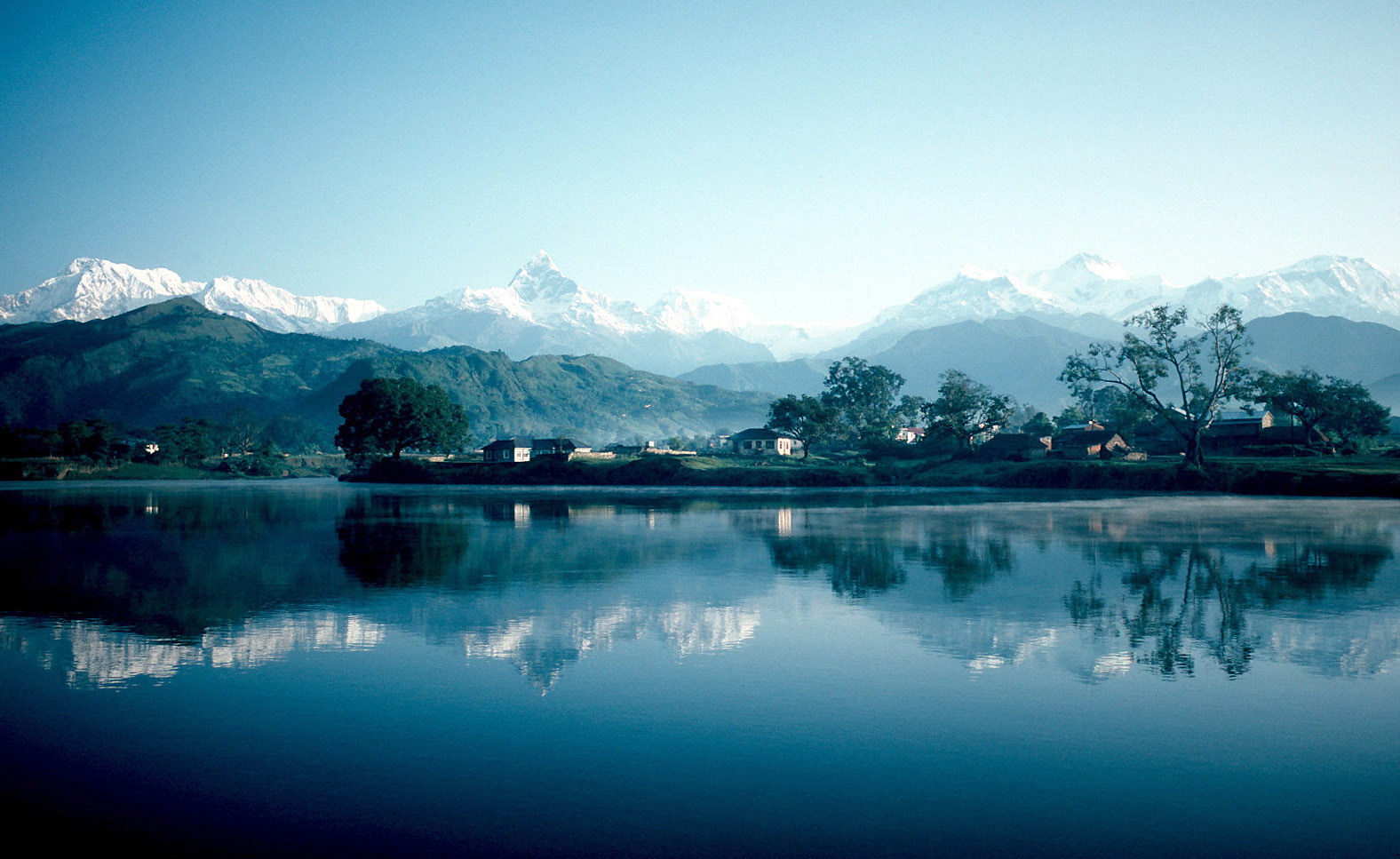
El pueblo del Pokhara junto al lago Phewa con el macizo del Annapurna al fondo.

El área de protección del Annapurna es bien conocida por ser una de las zonas más famosas para realizar senderismo en el Himalaya.
Existen tres rutas importantes de senderismo en la región de Annapurna: el Jomson Trek, entre Jomsom y Muktinath (zona cada vez más alterada por un futuro proyecto de construcción de carreteras); la del Santuario del Annapurna, que conduce directamente hasta el área del campo base del Annapurna I; y el Circuito del Annapurna, que rodea completamente el macizo del Annapurna e incluye la ruta Jomsom. Por lo general, el pueblo de Pokhara sirve como un punto de partida para estas excursiones, y también es un buen punto de referencia para otras rutas de senderismo más cortas entre uno a cuatro días de duración, como las que conducen a Ghorepani o Ghandruk.
El distrito de Mustang, un antiguo reino nepalí que bordea el Tíbet, también es geográficamente una parte de la región del Annapurna, pero las excursiones a esa región están sujetas a restricciones especiales. 
Alrededor de dos tercios de todos los excursionistas de Nepal visitan la región del Annapurna. La zona es de fácil acceso, las casas de huéspedes distribuidas en las colinas son abundantes y las caminatas ofrecen una variedad de paisaje increíblemente diverso, con vistas a dos de las cumbres más altas del macizo y recorridos por los distintos pueblos en la zona del valle. Así mismo, dado que toda la zona está habitada, el senderismo en la región ofrece una inmersión y experiencia culturales únicas.

## Galería

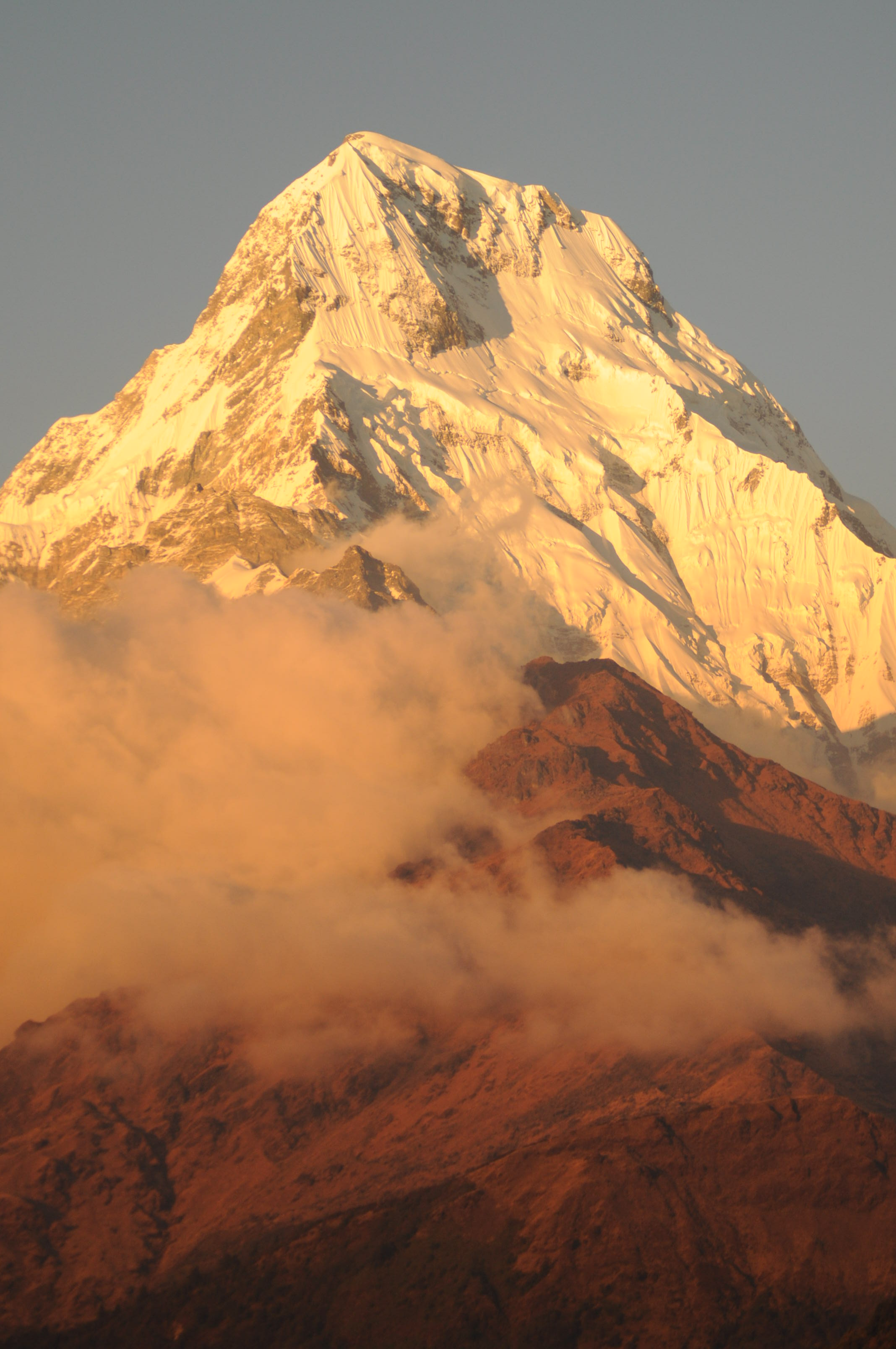
Cara sur del Annapurna
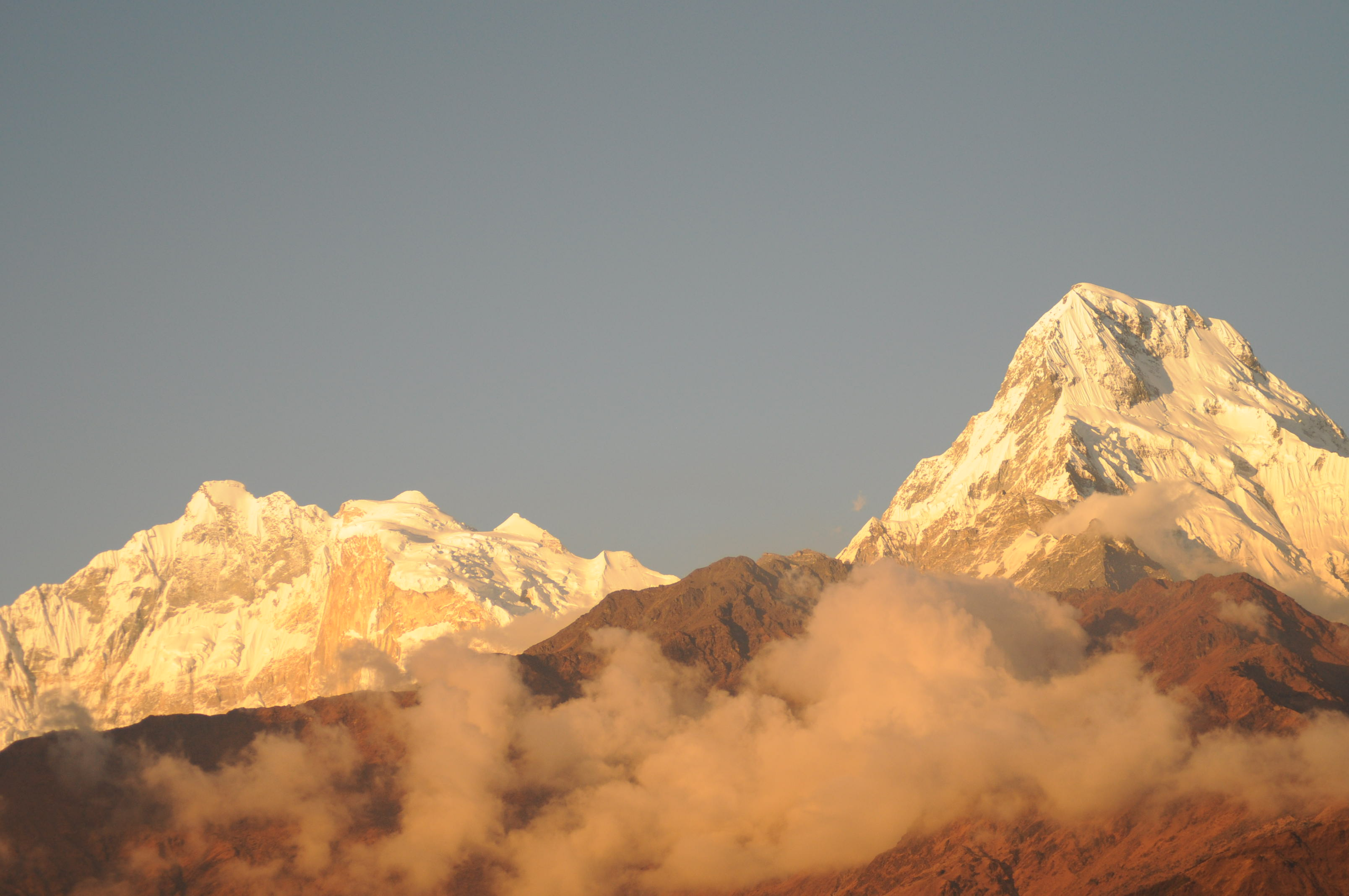
Cara sur del Annapurna
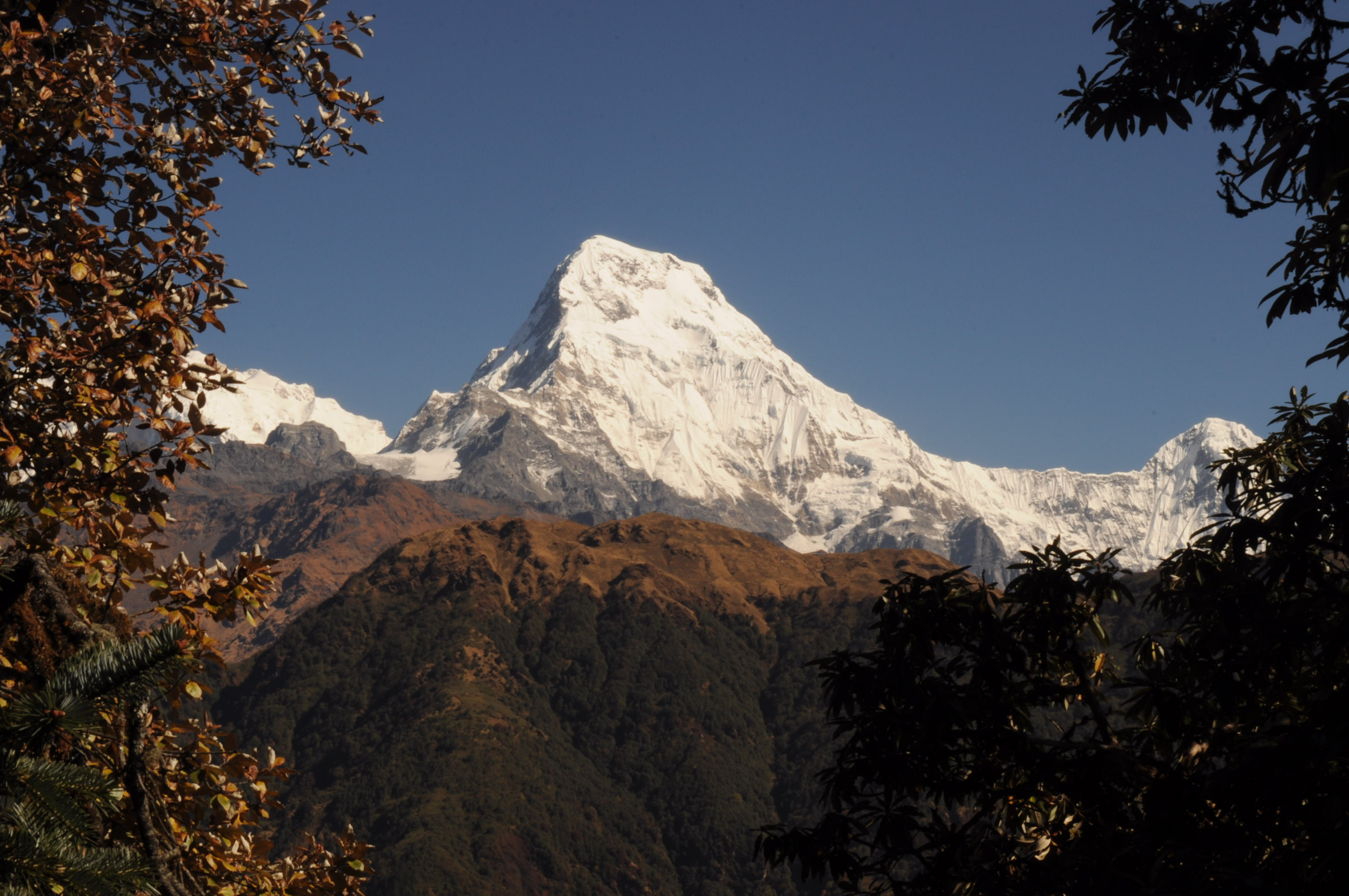
Cara sur del Annapurna
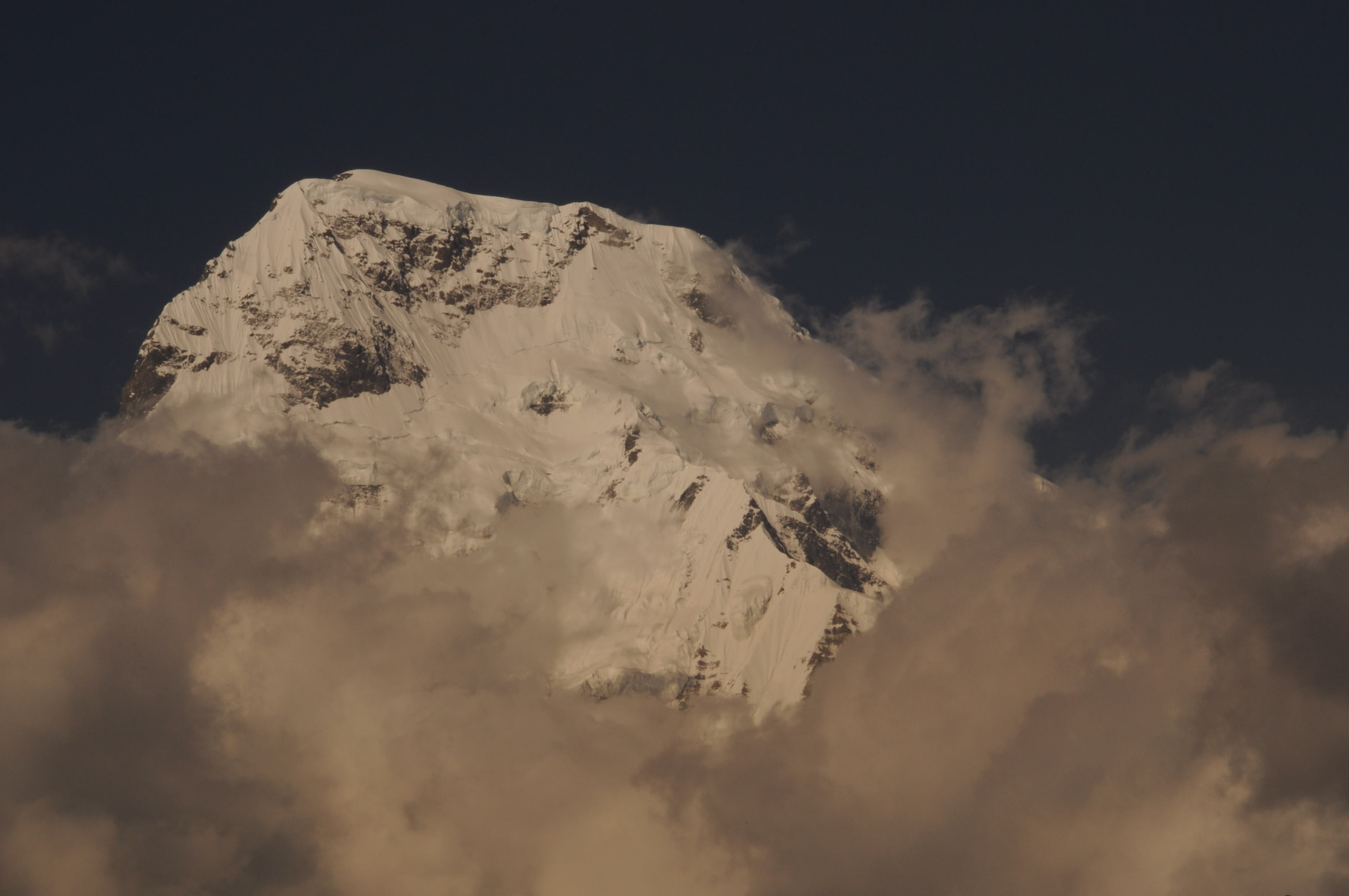
Cara sur del Annapurna